# Dermogenys megarramphus
Dermogenys megarramphus је зракоперка из реда Beloniformes и фамилије Hemiramphidae.

## Угроженост
Ова врста је на нижем степену опасности од изумирања, и сматра се скоро угроженим таксоном.

## Распрострањење
Врста има станиште у Индонезији.

## Станиште
Станиште врсте су слатководна подручја.